# Sicyopterus lagocephalus
Sicyopterus lagocephalus är en fiskart som först beskrevs av Pallas, 1770.  Sicyopterus lagocephalus ingår i släktet Sicyopterus och familjen smörbultsfiskar. IUCN kategoriserar arten globalt som livskraftig. Inga underarter finns listade i Catalogue of Life.